# Xeranoplium pubescens
Xeranoplium pubescens är en skalbaggsart som beskrevs av Chemsak och Giesbert 1986. Xeranoplium pubescens ingår i släktet Xeranoplium och familjen långhorningar. Inga underarter finns listade i Catalogue of Life.